# Lorándit
Lorándit ist ein selten vorkommendes Mineral aus der Mineralklasse der „Sulfide und Sulfosalze“. Es kristallisiert im monoklinen Kristallsystem mit der Zusammensetzung TlAsS2 (Thallium, Arsen und Schwefel) und ist nach der Nomenklatur der International Mineralogical Association (IMA) ein binäres Sulfosalz mit einem Kation/Chalkogen-Verhältnis von 1 : 1. Gemäß der chemischen Nomenklatur nach IUPAC handelt es sich bei Lorándit um ein Thallium(I)-thioarsenit bzw. ein Thallium(I)-thioarsenat(III).
Lorándit entwickelt meist körnige bis massige Aggregate, in seltenen Fällen auch gut ausgebildete, tafelige oder prismatische bis nadelige Kristalle. Frische Proben sind von scharlachroter Farbe mit metallischem Glanz. Mit der Zeit läuft das Minerals allerdings häufig bleigrau an. Die Strichfarbe bleibt jedoch weiterhin erkennbar karminrot.
Lorándit ist das häufigste Thalliummineral.

## Etymologie und Geschichte
Als eigenständiges Mineral erkannt und beschrieben wurde Lorándit 1894 von József Krenner, der es nach dem ungarischen Physiker Loránd Eötvös benannt hat.
Synthetische Kristalle können durch hydrothermale Transportraktionen gezüchtet werden.

## Klassifikation
In der mittlerweile veralteten, aber noch gebräuchlichen 8. Auflage der Mineralsystematik nach Strunz gehörte der Lorándit zur Mineralklasse der „Sulfide und Sulfosalze“ und dort zur Abteilung der „Sulfosalze“, wo er zusammen mit Edenharterit, Grumiplucit, Hutchinsonit, Jentschit, Livingstonit, Simonit, Tvalchrelidzeit, Vaughanit, Vrbait und Weissbergit die unbenannte Gruppe mit der System-Nr. II/E.13 bildete.
Die seit 2001 gültige und von der International Mineralogical Association (IMA) verwendete 9. Auflage der Strunz’schen Mineralsystematik ordnet den Lorándit ebenfalls in die Klasse der „Sulfide und Sulfosalze“, dort allerdings in die bereits feiner unterteilte Abteilung der „Sulfosalze mit SnS als Vorbild“ ein. Diese Abteilung ist zudem weiter unterteilt nach den in der Verbindung vorherrschenden Metallen, so dass das Mineral entsprechend seiner Zusammensetzung in der Unterabteilung „Mit Thallium (Tl)“ zu finden ist, wo es das einzige Mitglied der unbenannten Gruppe 2.HD.05 ist.
Auch die vorwiegend im englischen Sprachraum gebräuchliche Systematik der Minerale nach Dana ordnet den Lorándit in die Klasse der „Sulfide und Sulfosalze“ und dort in die Abteilung der „Sulfosalze“ ein. Hier ist er als einziges Mitglied in der Gruppe 03.07.06 innerhalb der Unterabteilung „03.07 Sulfosalze mit dem Verhältnis z/y = 2 und der Zusammensetzung (A+)i(A2+)j [ByCz], A = Metalle, B = Halbmetalle, C = Nichtmetalle“ zu finden.

## Bildung und Fundorte
Lorándit bildet sich hydrothermal bei niedrigen Temperaturen und tritt zusammen mit Stibnit, Realgar, Orpiment, Zinnober, Vrbait, Greigerit sowie Markasit, Pyrit, Tetraedrit, Sphalerit, gediegen Arsen und Baryt auf. Die Typlokalität ist Allchar in Nordmazedonien. Weitere bekannte Vorkommen sind Hg-Tl-Au-Lagerstätten in China (Xiangquan Tl-Lagerstätte, Lanmuchang Tl-(Hg)-Lagerstätte, Zimudang Au-Hg-(Tl)-Lagerstätte) und den USA (Nevada, Utah, Wyoming), Zarshuran-Goldlagerstätte (Takab, Iran), Beshtau-Uranlagerstätte (Kaukasus, Russland) sowie die Grube Lengenbach im Binntal (Wallis, Schweiz).

## Kristallstruktur

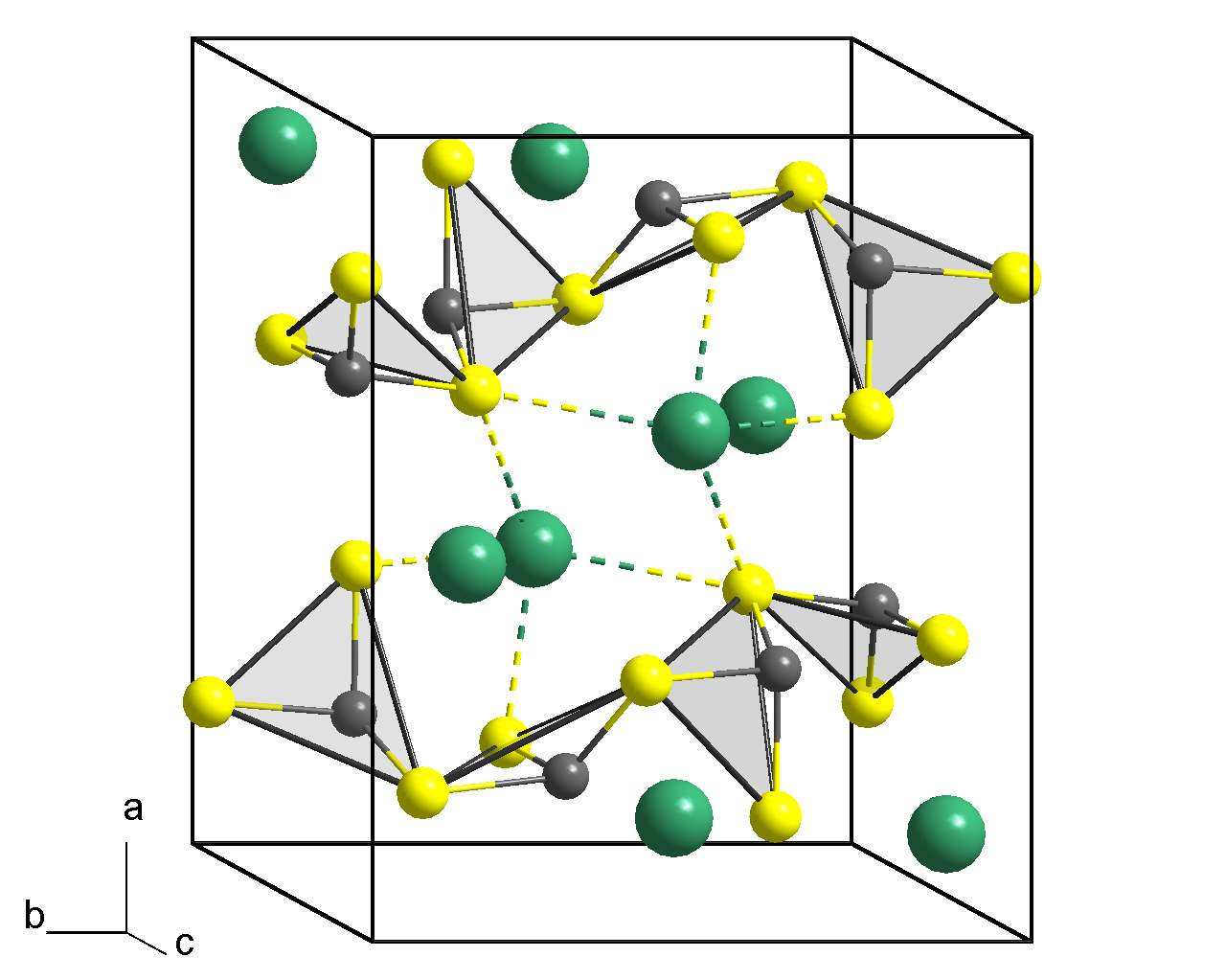
Kristallstruktur von Lorándit

Lorándit kristallisiert monoklin in der Raumgruppe P21/a (Raumgruppen-Nr. 14, Stellung 3) mit den Gitterparametern a = 12,27 Å, b = 11,33 Å, c = 6,11 Å und β = 104,2° sowie 8 Formeleinheiten pro Elementarzelle.
In der Kristallstruktur von Lorándit ist jedes Arsenatom (As) kovalent mit drei Schwefelatomen (S) verbunden d(As−S) = 2,08 − 2,32 Å), wobei sich die Schwefelatome in der Grundfläche und das Arsenatom an der Spitze einer trigonalen Pyramide als Koordinationspolyeder befindet. Unter Berücksichtigung des stereochemisch aktiven, freien Elektronenpaars des As(III)-Kations kann diese Anordnung auch als ein ψ1-Tetraeder beschrieben werden, wobei sich das As-Atom im Zentrum und das freie Elektronenpaar als Pseudoligand in der vierten Ecke eines gedachten Tetraeders befindet (siehe auch VSEPR-Modell). Diese [AsS3]3−-Thioarsenateinheiten liegen jedoch nicht isoliert in der Struktur vor, sondern sind über je zwei gemeinsame S-Atome zu spiralförmigen Ketten mit der Niggli-Formel {\displaystyle \mathrm {{}_{\infty }^{1}\lbrace [As(III)S_{2/2}^{e}S_{1/1}^{t}]^{1-}} \rbrace } kondensiert, die entlang der 21-Schraubenachse in Richtung [010] (parallel der kristallographischen b-Achse) verlaufen.
Die Thalliumatome (Tl) bilden ihrerseits die Spitze einer verzerrten tetragonalen Pyramide, in deren Grundfläche sich vier Schwefelatome (d(Tl−S) = 2,95 − 3,30 Å) befinden. Weitere Bindungen zu S-Atomen über der Tl-Spitzen dieser Koordinationspyramiden mit d'(Tl−S) = 3,36 − 3,87 Å können dabei auch in Betracht gezogen werden, wodurch sich eine Erweiterung der Tl-Koordinationssphären auf sieben mit einfach überkappten, trigonalen Prismen als Koordinationspolyeder ergibt. Die Tl(I)-Kationen verknüpfen die einzelnen Ketten aus Thioarsenateinheiten untereinander, wodurch die dreidimensionale Kristallstruktur entsteht.

## Verwendung
Die industrielle Bedeutung von Lorándit ist gering. In einigen Lagerstätten ist es für die Gewinnung von Thallium relevant.
Von wissenschaftlichen Interesse ist Lorándit seit Ende des 20. Jahrhunderts als mögliches Dosimeter zur Messung der Sonnenaktivität. Das Thalliumisotop 205Tl wandelt sich durch den Beschuss mit Neutrinos in das Bleiisotop 205Pb um. Die Bestimmung der 205Pb-Gehalte von alten Thalliummineralen erlaubt somit Rückschlüsse auf die Intensität der Neutrinostrahlung der Sonne.